# Jorge Chalco
Jorge Chalco (Cuenca, 28 de agosto de 1950) es un pintor, dibujante y muralista ecuatoriano. Artista abstracto, realista, neofigurativo, expresionista, surrealista.

## Biografía
En el año de 1968 ingresó a formarse en la Escuela de Bellas Artes de la Universidad de Cuenca, egresando en 1974. Año en el que pasó a radicar en Quito, donde estudió dibujo y diseño en la Casa de la Cultura Ecuatoriana.
En los años 1999, 2000 trabajó con el escultor ruso-americano Lado U. Govdjabieaze, en Nueva York.

## Premios y reconocimientos
- 1977 Ambato. Mención de Honor, Salón Luis A. Martínez.
- 1978 Cuenca. Tercer Premio Nacional de Pintura, Casa de la Cultura Ecuatoriana Benjamín Carrión.
- 1979 Cuenca. Tercer Premio Nacional de Pintura, Casa de la Cultura Ecuatoriana Benjamín Carrión.
- 1981 Cuenca. Primer Premio Nacional de Pintura, Casa de la Cultura Ecuatoriana Benjamín Carrión.
- 1982 Ambato. Tercer Premio Nacional de Pintura, Salón Luis A. Martínez.
- 1982 Quito. Primer Premio Nacional de Pintura, Galería Gorivar.
- 1983 Quito. Segundo Premio  Nacional de Pintura, Aviación Civil.
- 1984 Quito. Primer Premio Único y Medalla de Oro del Salón Mariano Aguilera.[4][2]
- 1986 Guayaquil. Primera Mención Especial de Pintura, Salón de Julio.[2]
- 1987 Guayaquil. Primera Mención Especial, de Pintura, Salón de Julio.
- 1992 Mención Especial, Salón  Internacional de Pintura Contemporánea  Latinoamericana.
- 2002 Condecoración de la Orden Nacional  “Al Mérito Cultural” por el presidente de la República del Ecuador, Dr. Gustavo Noboa.
- 2005 Medalla de  plata y diploma, concedido por la Academia “Artes- Siences- Letres” París-Francia.[2]
- En 2020, la Asamblea Nacional de Ecuador le otorgó la Condecoración Dr. Vicente Rocafuerte por haberse destacado en el ámbito cultural durante más de 50 años.[5][2]